# Alexandru Czégé
Alexandru Czégé (n. 27 mai 1932, Salonta -- d. 1998, Salonta) a fost un demnitar comunist român de origine maghiară.